# Olympische Winterspiele 1956/Teilnehmer (Libanon)
| Gelbes Symbol für Goldmedaillen mit stilisierten Olympischen Ringen | Graues Symbol für Silbermedaillen mit stilisierten Olympischen Ringen | Braundes Symbol für Bronzemedaillen mit stilisierten Olympischen Ringen |
| ------------------------------------------------------------------- | --------------------------------------------------------------------- | ----------------------------------------------------------------------- |
| —                                                                   | —                                                                     | —                                                                       |

Der Libanon nahm an den VII. Olympischen Winterspielen 1956 in der italienischen Gemeinde Cortina d’Ampezzo mit einer Delegation von drei Athleten in zwei Disziplinen teil, allesamt Männer.

## Teilnehmer nach Sportarten

### Ski Alpin
Männer
- Ibrahim Geagea
Abfahrt: 42. Platz (4:33,1 min)
Riesenslalom: 71. Platz (4:10,0 min)
Slalom: 57. Platz (6:08,6 min)

- Georges Gereidi
Riesenslalom: 86. Platz (5:34,8 min)

- Jean Keyrouz
Abfahrt: 43. Platz (4:57,6 min)
Riesenslalom: 81. Platz (4:40,6 min)
Slalom: disqualifiziert

### Skilanglauf
Männer
- Georges Gereidi
15 km: disqualifiziert